# Ровенская мужская гимназия

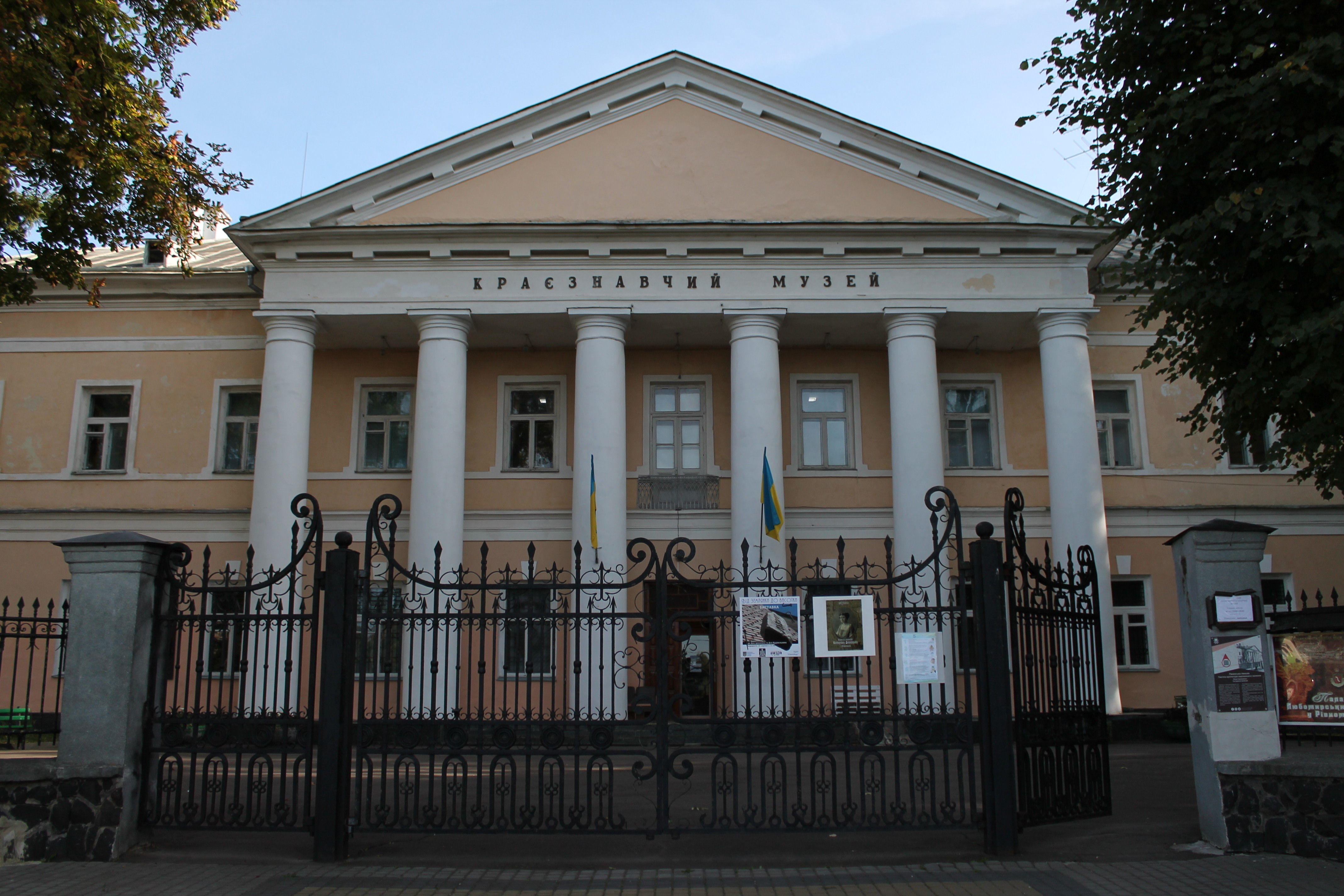
Здание Ровенской мужской гимназии, где в 1866—1871 годах учился будущий писатель В. Г. Короленко

Ровенская мужская гимназия — первое учебное заведение города Ровно, одна из двух ровенских гимназий.

## История
В 1832 году училища Волынской и Подольской губерний, входившие в состав Виленского учебного округа были переведены в Харьковский учебный округ и вместе с закрытием Волынского (Кременецкого) лицея было решено открыть в Волынской губернии две гимназии, одну в Житомире; другую же — в Луцке, директором которой в августе 1832 года было предложено стать Кулжинскому. Гимназия была открыта в Луцке в декабре 1832 года. В 1834 году, в связи с неудобством гимназических помещений, её временно перевели в Клевань Волынской губернии, а в 1839 году — в Ровно в специально построенное для неё здание.
В деле открытия гимназии в Ровно решающая роль принадлежала князю Фридриху Осиповичу Любомирскому. Он подарил для будущей гимназии землю с постройками и садом и обещался построить двухэтажное каменное здание для гимназии. Строительство гимназического здания началось 11 августа 1836 года. Работы велись силами местных крестьян из близлежащих деревень, принадлежавших к владениям князя. Только летом 1839 года дом был полностью готов и по распоряжению Киевского учебного округа, сюда была переведена гимназия, находившаяся в Клевани: 24 Июля 1839 года в новом помещении началась учеба. В это время в Ровенской гимназии насчитывалось 373 ученика; выпуск 1839 года составил 10 человек. В гимназию отдавали мальчиков помещиков, купцов, реже — чиновников и священников, в 10-летнем возрасте, причем обязательным условием было начальное образование. Полный курс обучения занимал 12-13 лет, после которого воспитанники приобретали возможность поступления в университеты.
Первым директором гимназии был Иван Григорьевич Кулжинский. Сразу после перевода гимназии в Ровно (с 1839 года) учителем логики и русской словесности был Павел Осипович Науменко (он даже исполнял обязанности инспектора). Затем уроки русской словесности вёл Гуго Эрнестович Траутфеттер. В 1843—1851 годах в Ровно работал Кирилл Яновский, который, «…весьма серьёзно и основательно читал все части геометрии». Н. И. Костомаров отметил молодого латиниста, выпускника Киевского университета Петра Емельяновича Чуйкевича, который преподавал в ней в 1843—1846 годах. В течение одного учебного года (1844-45) преподавал в Ровно Н. И. Костомаров; ученики его восхищались новым преподавателем, дирекция негативно оценивала его свободомыслие, учителя — сочувственно или безразлично; его тогдашний коллега Кирилл Яновский вспоминал: «Как преподаватель истории, Николай Иванович не был похож на других преподавателей этого предмета: своей пламенной, живой и ясным языком он действительно увлекал учеников, несмотря на их молодость и на то, что преподавал свой предмет гораздо шире, чем в учебниках того времени…». В начале 1845—1846 учебного года в Ровенской гимназии начал преподавать Пантелеймон Кулиш, но вскоре был переведен в Луцк. Законоучителем был православный священник отец Венедикт (Омелянский). Он имел заслуженную популярность в городе как хороший и умный человек и пастырь, отличался разносторонними увлечениями; его пригласил быть гидом в своем путешествии по историческим местам Волыни Н. И. Костомаров. В 1860 году, священник написал проект усовершенствования преподавания закона Божия и направил его попечителю Киевского округа. В течение полутора десятилетий преподавателем гимназии был Автоном Солтановский. Он приехал сюда осенью 1849 года после окончания философского факультета Киевского университета, а в 1864 году был переведен на другое место В 1853—1855 годах директором Ровенской гимназии был Иван Васильевич Росковшенко.
Большинство учеников были поляками, меньшинство составляли евреи, русские, украинские. В 1861 году была немного изменена программа обучения: введён польский язык, определены свободные часы — на усмотрение педагогического совета. В 1863 году вспыхнуло польской восстание; было прекращено преподавание польского языка, один из учителей гимназии — историк Марьян Дубецкий — как организатор антигосударственного мятежа был арестован.
По уставу 1864 года в 1865 году она была преобразована в реальную гимназию, в которой завершил своё среднее образование писатель В. Г. Короленко; в 1872 году гимназия преобразована в реальное училище.
С 1921 по 1939 год в здании гимназии — управление образования Волынского воеводства. В годы Второй мировой войны здание служило рейхскомиссариатом Украины, рядом размещался бункер генерала Э. Коха. С 1975 года помещение занимает краеведческий музей, организованный ещё в 1906 году; он содержит 140 тыс. экспонатов, среди которых археологические находки, этнографическая выставка, нумизматическая коллекция, предметы казацкой эпохи, иконы.

## Директора
Первым директором гимназии (сначала Луцкой, затем Клеванской) был Иван Григорьевич Кулжинский, назначенный на эту должность 7(19) октября 1832 года. Вначале он исполнял обязанности директора, а в декабре 1832 г. его окончательно утвердили на этом посту. В должности директора Луцкой, затем Клеванской гимназии Иван Григорьевич состоял до 15(27) июля 1839 года.
С 15 (27) июля 1839 до 12 (24) сентября 1841 директором гимназии (сначала Клеванской, затем Ровенской) работал Фовицкий Гаврило Михайлович .
По распоряжению попечителя Киевского учебного округа от 12 (24) сентября 1841 исполнять обязанности директора Ровенской гимназии назначили Петра Осиповича Аврамова . В «Формулярном списке чиновников и преподавателей гимназии» записано, что он происходил из обер-офицерских детей. Трудовой путь начинал с должности учителя математики в Клеванской гимназии. Утвержден в должности директора гимназии 20 января (1 февраля) 1843 года. В августе 1848 года Петр Аврамов был назначен директором училищ Волынской губернии.
12(24) августа 1848 года, по распоряжению министра образования, директором Ровенской гимназии назначили Гуго Эрнестовича Траутфеттера . Кроме директорских обязанностей он вел уроки русской словесности. За качество преподавания предмета в ноябре 1850 получил награду. В этой должности был до сентября 1853 года.